# Àngel Rodamilans i Canals
Àngel Rodamilans i Canals (Sabadell, 1 de maig del 1874 - 27 de juliol del 1936) va ser sacerdot, monjo benedictí, compositor i organista, especialment de música religiosa. Víctima de la persecució religiosa de l'inici de la Guerra civil espanyola, se n'ha iniciat el procés de beatificació i ha estat proclamat servent de Déu i beatificat en 2013 com un dels 522 màrtirs de la Beatificació de Tarragona.

## Biografia
Amb 6 anys entrà a l'escolania de la parròquia de la Puríssima Concepció de Sabadell; al cap de tres anys –i fins al 1890– ingressà a l'Escolania de Montserrat, on estudià música amb els pares Millán Agostino i Joan B.Guzmán. Del 1890 al 1899 feu d'organista al monestir benedictí de El Pueyo, a Barbastre. Els dos anys següents visqué a Barcelona, on estudià al Seminari diocesà, mentre rebia classes de piano d'Enric Granados fins a ordenar-se sacerdot el 1901.

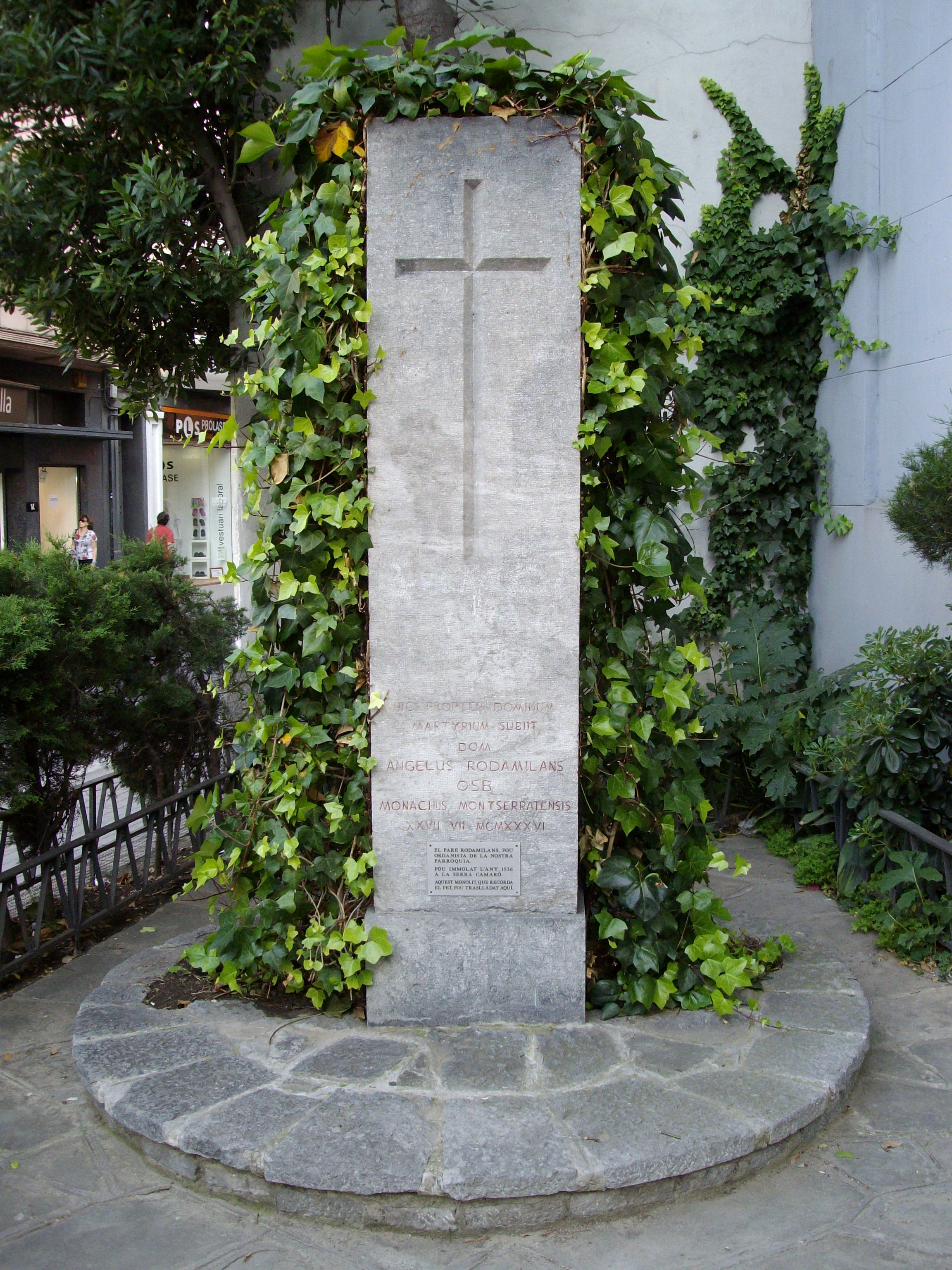
Monòlit en record del Pare Rodamilans a l'entrada de l'església de la Puríssima Concepció

Un cop acabada la seva formació, tornà a Sabadell, a l'església de la Puríssima Concepció on havia estat escolà, ara per ser mestre de música de l'escolania i, del 1903 al 1915, organista i mestre de capella. L'any 1915, guanyà les oposicions a mestre de música i organista de la parròquia del Sant Esperit de Terrassa, per estar-s'hi fins al 1923. En aquest període fundà el Cor Montserrat (1919-1921) i fou instrumentista de contrabaix, tible i tenora a la cobla Catalònia, de Granollers.
El 1923 ingressà al monestir de Montserrat, on exercí de prefecte de l'escolania (1926-1929), de professor de piano i, fins a la seva mort, de director musical de la missa matinal dels escolans. Continuà l'obra de restauració musical del santuari encetada pel seu mestre Guzmán: formà tota una generació de músics i millorà el nivell de l'Escolania. Compaginà aquestes ocupacions amb la tasca de compositor, escrivint obres vastes i complexes per a cor i acompanyament.
En esclatar la Guerra Civil, intentà amagar-se a Sabadell. Reconegut, fou assassinat a la serra d'en Camaró al cap de poques hores, el 27 de juliol de 1936. El procés de beatificació, juntament amb el d'altres 22 membres del monestir també morts llavors, s'incoà el 1992.

## Obra musical
Entre la seva gran producció musical religiosa, són notables per la seva elegància i frescor les nombroses cançons religioses i profanes (vora un centenar) per a una veu i acompanyament, generalment amb text de Jacint Verdaguer, que escriví, i sovint publicà a expenses seves. Però si s'ha de destacar un peça, seria el Magnificat de 1935, que és una composició coral plena d'atreviment i gosadia, amb nombroses descripcions impressionistes, pensada per a una celebració litúrgica solemne i de durada, i que exigeix un cor ben entrenat. També destaca la seva Salve. Se'l considera un dels grans compositors de música religiosa catalana dels temps moderns.
A més de les peces religioses, musicà goigs, té dues sardanes, diverses cançons amb la lletra de Jacint Verdaguer i altres escriptors, així com altres composicions, corals i instrumentals.

### Cançons diverses
Moreneta de la serra (1909), La Margarida (1912), Lo llit d'espines (1915), El vostre nom (1925), Cançons i caparrons (1927), La mare de Déu un lliri plantava, Llegenda de Sant Nicolau, Himne de Sant Nicolau, Oh Jesuset dolç, Maria bressant

### Cançons amb lletra de Jacint Verdaguer
- Anem a Betlem
- Ara n'és el mes de maig
- El bàlsam
- Cançó de maig
- Cançó de la Moreneta
- Càntic al Sagrat Cor de Jesús
- Entre lliris (1911), a tres veus i orgue
- El gira-sol
- La Mare de Déu (1913)
- Moreneta en sou
- El nom de Maria
- Rosa Vera (1910), per a tres veus blanques i orgue

### Composicions vocals amb lletres d'altres autors
- Lloes d'homenatge i honor al Sacratíssim Cor de Jesús, Goigs a llaor de l'apòstol Sant Pere : patró d'Abrera, i Goigs a llaor de la Verge de la Renclusa, l'ermitana de les Maleïdes, amb lletres del P. Hilari d'Arenys de Mar
- Letrilla á Maria : á solo y coro unisonal (1911), lletra de Restituto del Valle
- Flor de lliri (1932), sardana per a piano i veu amb lletra de Conrad Aixelà

### Música religiosa coral
- Coplas para el Via-Crucis, per tres veus i cor, amb lletra d'Ignasi Cura
- Inviolata es Maria per a sis veus i orgue
- Laudibus cives. Himne al gloriós P. Sant Benet (1935)
- Magnificat (1935), per a quatre i sis veus i orgue
- Missa in honorem Sanctæ Ceciliæ (1933), per a quatre veus i orgue
- Missa matinal (1931)
- Salve montserratina (1915) i (1916)

### Composicions instrumentals
- Dos versos para vísperas (primer tono) (1893), per a orgue
- Esclat (1900), sardana sobre motius populars